# Козятин (локомотивне депо)
Локомоти́вне депо́ «Козятин» (ТЧ-3) — одне з 9 основних локомотивних депо Південно-Західної залізниці. Розташоване у місті Козятин.

## Історичні відомості
Засноване 1870 року при залізничній станції Козятин, як паровозне депо.